# Brügger & Thomet TP380
Brügger & Thomet TP380是一款由B&T制造的半自动手枪，也是MP9的迷你版。 